# Каптур

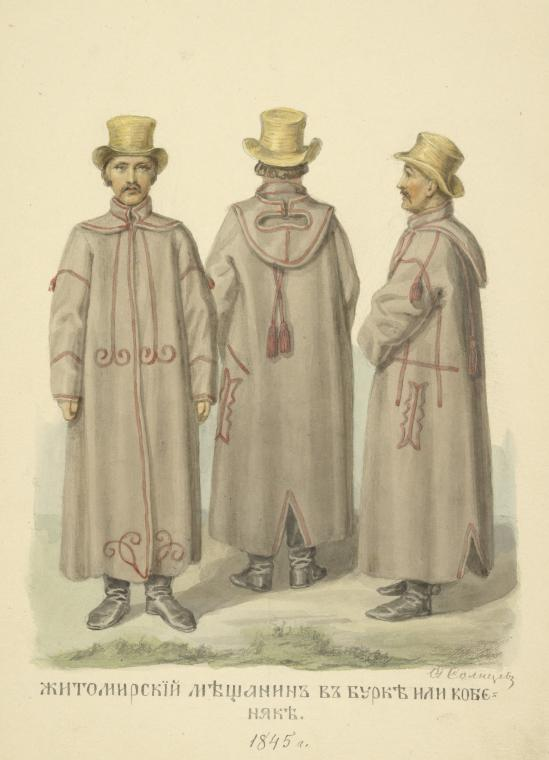
Житомирський міщанин в кобеняку з сірим каптуром.

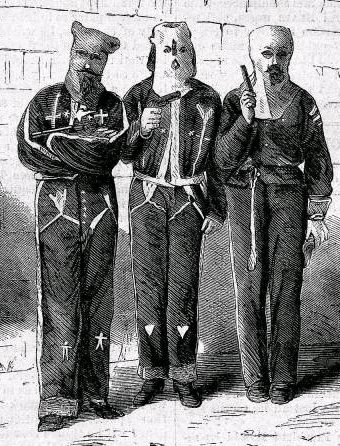
Куклукскланівці в білих каптурах.

Ка́птур або відло́га — елемент одягу, який має вигляд головного убору, що прикріплений до коміра. Відомі й діалектні позначення каптура: зату́ла, ко́ба, ко́бка. Іноді вживаються іншомовні еквіваленти капюшо́н (від фр. capuchon), башли́к (від тюрк. başlık) — останнє переважно означає сукняний каптур з довгими кінцями, який надягають поверх шапки.

## Опис
Зазвичай відлогу носять для захисту від навколишнього середовища, в модних цілях, як частину традиційного вбрання або спецодягу, для захисту від засліплення або для маскування. Може бути цілісною, чи складатися з двох частин, що з'єднуються застібкою-блискавкою (наприклад, у піхори).
Каптур є типовим елементом курток й балахонів. Наприклад, білий каптур, що закриває все обличчя, з прорізами для очей — невід'ємний атрибут членів Ку-клукс-клану. Сіра відлога з прорізами для очей в Україні є частиною кобеняка.
З психологічної точки зору, часте носіння каптура без необхідності може розглядатися як захисна реакція від впливу навколишнього світу, підсвідоме прагнення відгородитися від нього.

## Інше
- Каптурники — родина жуків, представники якої мають передспинку, схожу на каптур
- Каптур клітора (лат. preputium clitoridis) — інша назва крайньої плоті клітора